# Resolução 265 do Conselho de Segurança das Nações Unidas
A Resolução 265 do Conselho de Segurança das Nações Unidas aprovada em 1 de abril de 1969, depois de reafirmar a Resolução 248, o Conselho condenou Israel por seus ataques aéreos premeditados contra aldeias na Jordânia, em flagrante violação da Carta das Nações Unidas e resoluções anteriores de cessar-fogo e deplorou a perda de vidas civis e danos à propriedade.
A resolução foi aprovada por 11 votos; Colômbia, Paraguai, Reino Unido e os Estados Unidos se abstiveram.